# Focke-Wulf Fw 186
Die Focke-Wulf Fw 186 war ein zweisitziger Tragschrauber der 1930er Jahre in Gemischtbauweise.

## Geschichte
Die Fw 186 wurde von Erhardt Kosel 1937/1938 auf der Grundlage des von Focke-Wulf in Lizenz gebauten Tragschraubers Cierva C.30 entwickelt. Unter Verwendung des auf 8,20 m verlängerten Fw-56-Rumpfes entstand ein konventioneller Tragschrauber mit 12-Meter-Rotor, angetrieben von einem Argus As 10 C (240 PS). Der erste Flug des Prototyps Fw 186 V1 mit der Werknummer 1971 und dem Kennzeichen D–ISTQ erfolgte am 27. Juli 1938 mit Ernst August Wohlberg. Da die Flugeigenschaften nicht überzeugen konnten und der Tragschrauber nur schwer gehandhabt werden konnte, wurde die Entwicklung auf Anraten der Werkspiloten Wohlberg und Hans Sander 1939 abgebrochen. Eine zweite Maschine (WNr. 1972) wurde zwar vollendet, aber nicht mehr geflogen. Beide Fw 186 gingen am 30. Dezember des Jahres zur Verschrottung.
Als Konkurrenzentwurf zur Fieseler Fi 156 war die Fw 186 als STOL-Flugzeug gedacht.

## Technische Daten
| Kenngröße             | Daten            |
| --------------------- | ---------------- |
| Besatzung             | 1–2              |
| Rotorkreisdurchmesser | 12,00 m          |
| Länge                 | 8,20 m           |
| Höhe                  | 3,50 m           |
| Rotorkreisfläche      | 113,00 m²        |
| Leermasse             | 800 kg           |
| Startmasse            | 1200 kg          |
| Antrieb               | ein Argus As 10C |
| Leistung              | 240 PS (177 kW)  |
| Höchstgeschwindigkeit | 150 km/h         |
| Dienstgipfelhöhe      | 4000 m           |
| Reichweite            | 575 km           |